# Benbrook (Texas)
Benbrook es una ciudad ubicada en el condado de Tarrant en el estado estadounidense de Texas. En el Censo de 2010 tenía una población de 21.234 habitantes y una densidad poblacional de 672,17 personas por km².

## Geografía
Benbrook se encuentra ubicada en las coordenadas 32°40′32″N 97°27′48″O / 32.67556, -97.46333. Según la Oficina del Censo de los Estados Unidos, Benbrook tiene una superficie total de 31.59 km², de la cual 29.81 km² corresponden a tierra firme y (5.62%) 1.78 km² es agua.

## Demografía
Según el censo de 2010, había 21.234 personas residiendo en Benbrook. La densidad de población era de 672,17 hab./km². De los 21.234 habitantes, Benbrook estaba compuesto por el 86.76% blancos, el 5.32% eran afroamericanos, el 0.59% eran amerindios, el 1.93% eran asiáticos, el 0.07% eran isleños del Pacífico, el 3.1% eran de otras razas y el 2.22% pertenecían a dos o más razas. Del total de la población el 11.18% eran hispanos o latinos de cualquier raza.

## Educación
El Distrito Escolar Independiente de Fort Worth gestiona escuelas públicas.